# 许士国
许士国（？—），中华人民共和国政治人物、外交官。

## 生平
许士国曾任驻洛杉矶总领事馆副总领事。2002年9月，出任中华人民共和国驻瑙鲁大使。2004年6月，自驻瑙鲁大使离任。后任外交部北美大洋洲司大使。